# ニコニコブックマーク
ニコニコブックマークとは、ニワンゴ(現:ドワンゴ)が提供していたWebサイトをブックマークして他利用者と共有、レビューをつけることができたニコニコ内のサービスの1つである。

## 概要
2007年6月7日、実験的に「ニコニコブックマーク（仮）」をリリース。ニコニコ動画の静止画版のようなサービスであり、URLを投稿するとWebページの画面キャプチャを獲得することができ、その好きな位置に利用者が「ニコペタ」と呼ばれるコメントを貼りつけることができる。右クリックするとメニューが表示され、元サイトにアクセスできたりコメントを付け加える・非表示にすることもできる。また、コメントを投稿された順番や関連ブックマークを一覧で表示する機能もあった。
しかし、勝手に第三者のWebページをキャプチャし、批判的コメントも付けられる問題が発生。著作権の問題や名誉毀損などで訴えられるのではという声もあがった。運営側でもそのようなコメントの投稿を繰り返す利用者に関しては、アカウントの調査や停止なども検討しなければならないと述べている。
同年9月19日には、「ニコニコブックマーク（β）」をリリース。
しかし、同年10月5日、ニワンゴは「ニコニコブックマーク（β）」を終了したことを発表。期待していたほどアクセス数が伸びなかったことが原因であり、サービスの再開予定はないと回答している。

## 歴史

### 2007年
- 6月7日 - 「ニコニコブックマーク（仮）」をリリース。
- 9月19日 - 「ニコニコブックマーク（β）」をリリース。
- 10月5日 - サービス終了。